# بوراسا
بوراسا (به اسپانیایی: Borrassà) یک منطقهٔ مسکونی در اسپانیا است که در آلت امپوردا واقع شده‌است. بوراسا ۹٫۴ کیلومتر مربع مساحت دارد.